# Antonio Bertomeu Bisquert
Antonio Bertomeu Bisquert (n. 1888) va ser un militar espanyol que va combatre en la Guerra civil.

## Biografia
Militar professional, a l'esclat de la Guerra civil —juliol de 1936— era oficial destinat en el Regiment d'Infanteria «Castilla» núm. 3, a Badajoz. Es va mantenir fidel a la República. Després de la presa de Badajoz per les forces africanes del coronel Juan Yagüe, Bertomeu va fugir a Portugal i posteriorment tornaria a la zona republicana.
Al desembre de 1936 va ser posat al capdavant de la 62a Brigada Mixta, en el Front d'Extremadura. Per a llavors ostentava el rang de tinent coronel. En 1937 seria nomenat comandant de la 36a Divisió, i més endavant —octubre de 1937— va passar a ocupar la prefectura del VII Cos d'Exèrcit. Va cessar en aquest càrrec en 1938, sent transferit a un centre de reclutament. Al març de 1939, després del cop de Casado, va ser nomenat comandant del VIII Cos d'Exèrcit a Extremadura.
Capturat al final de la guerra per les forces franquistes, va ser jutjat i condemnat a presó, i és baixa en l'exèrcit.

## Família
Tenia un germà, José, que també era militar professional i va ocupar importants llocs en el Exèrcit republicà.